# Professor T (britische Fernsehserie)
Professor T ist eine britische Krimi-Fernsehserie des Senders ITV. Das Konzept der Fernsehserie entwickelten Matt Baker und Malin-Sarah Gozin. Es handelt sich um eine Neuverfilmung der belgischen Version aus den Jahren 2015–2018 des Senders Eén.

## Handlung
Der Kriminologie-Professor Jasper Tempest an der Elite-Universität Cambridge ist für seine schonungslosen, bissigen Kommentare berüchtigt. Neben seiner Tätigkeit an der Universität unterstützt er auch als Polizeiberater Detective Inspector Lisa Donckers und ihren Partner Dan Winters bei der Aufklärung von kniffligen Fällen. Traumatisiert durch den plötzlichen Tod seines Vaters steht er noch immer unter dem Einfluss seiner exzentrischen und aufdringlichen Mutter Adelaide. Jasper möchte sich seinen inneren Dämonen stellen, die ihn seit seiner Kindheit beschäftigen, und herausfinden, was am Todestag seines Vaters wirklich passiert ist.

## Besetzung und Synchronisation
Die deutsche Synchronisation entsteht unter der Dialogregie von Janina Richter durch die Synchronfirma Studio Hamburg Synchron GmbH in Berlin.
| Rollenname               | Schauspieler       | Folgen    | Synchronsprecher     |
| ------------------------ | ------------------ | --------- | -------------------- |
| Professor Jasper Tempest | Ben Miller         | 1.01–     | Bernd Vollbrecht     |
| DC Lisa Donckers         | Emma Naomi         | 1.01–3.06 | Nurcan Özdemir       |
| DC Dan Winters           | Barney White       | 1.01–     | Tino Mewes           |
| Ingrid Snares            | Sarah Woodward     | 1.01–     | Karin Grüger         |
| DCI Christina Brand      | Juliet Aubrey      | 1.01–     | Daniela Schneider    |
| DI Paul Rabbit           | Andy Gathergood    | 1.01–     | Hanns Jörg Krumpholz |
| The Dean                 | Douglas Reith      | 1.01–     | Matthias Klages      |
| Adelaide Tempest         | Frances de la Tour | 1.01–     | Sabina Trooger       |
| Dr. Helena Goldberg      | Juliet Stevenson   | 2.01–     | Heike Schroetter     |

## Ausstrahlung
Die erste Staffel wurde zwischen dem 18. Juli und dem 22. August 2021 auf ITV ausgestrahlt. Bereits eine Woche vorher erfolgte die Erstausstrahlung auf dem US-amerikanischen Fernsehsender PBS. In Deutschland lief die Premiere parallel zu der britischen Ausstrahlung auf Sky Krimi. Die Free-TV-Premiere erfolgt seit dem 29. September 2022 auf one.
Die zweite Staffel wurde ab dem 16. September 2022 auf ITV ausgestrahlt.
one begann mit der Ausstrahlung der deutschen Fassung am 27. September 2023.
Noch bevor die dritte Staffel ausgestrahlt wurde, wurde bereits bekannt gegeben, dass Ben Miller für die vierte Staffel verpflichtet wurde.
Die dritte Staffel wurde ab dem 27. März 2024 auf ITV ausgestrahlt. one begann mit der Ausstrahlung der deutschen Fassung am 8. Januar 2025.

## Episodenliste

### Staffel 1
| Nr. (ges.) | Nr. (St.) | Deutscher Titel           | Originaltitel        | Erstausstrahlung UK | Deutschsprachige Erstausstrahlung (D) | Regie     | Drehbuch                       |
| ---------- | --------- | ------------------------- | -------------------- | ------------------- | ------------------------------------- | --------- | ------------------------------ |
| 1          | 1         | Anatomie einer Erinnerung | Anatomy of a Memory  | 18. Juli 2021       | 18. Juli 2021                         | Dries Vos | Matt Baker & Malin-Sarah Gozin |
| 2          | 2         | Ein Fisch namens Walter   | A Fish Called Walter | 25. Juli 2021       | 25. Juli 2021                         | Dries Vos | Matt Baker & Malin-Sarah Gozin |
| 3          | 3         | Tiger, Tiger              | Tiger Tiger          | 1. Aug. 2021        | 1. Aug. 2021                          | Dries Vos | Matt Baker & Malin-Sarah Gozin |
| 4          | 4         | Mutterliebe               | Mother Love          | 8. Aug. 2021        | 8. Aug. 2021                          | Dries Vos | Matt Baker & Malin-Sarah Gozin |
| 5          | 5         | Sophie weiß es            | Sophie Knows         | 15. Aug. 2021       | 15. Aug. 2021                         | Dries Vos | Matt Baker & Malin-Sarah Gozin |
| 6          | 6         | Eine glückliche Familie   | The Dutiful Child    | 22. Aug. 2021       | 22. Aug. 2021                         | Dries Vos | Matt Baker & Malin-Sarah Gozin |

### Staffel 2
| Nr. (ges.) | Nr. (St.) | Deutscher Titel   | Originaltitel     | Erstausstrahlung UK | Deutschsprachige Erstausstrahlung (–) | Regie     | Drehbuch   |
| ---------- | --------- | ----------------- | ----------------- | ------------------- | ------------------------------------- | --------- | ---------- |
| 7          | 1         | Feuerring         | Ring of Fire      | 16. Sep. 2022       | 30. Mai 2023                          | Dries Vos | Matt Baker |
| 8          | 2         | Die Maskenmorde   | The Mask Murders  | 23. Sep. 2022       | 30. Mai 2023                          | Dries Vos | Matt Baker |
| 9          | 3         | Familienmord      | The Family        | 30. Sep. 2022       | 30. Mai 2023                          | Dries Vos | Matt Baker |
| 10         | 4         | DNA eines Mörders | DNA Of A Murderer | 14. Okt. 2022       | 30. Mai 2023                          | Dries Vos | Matt Baker |
| 11         | 5         | Der Prozess       | The Trial         | 21. Okt. 2022       | 30. Mai 2023                          | Dries Vos | Matt Baker |
| 12         | 6         | Schwanengesang    | Swansong          | 28. Okt. 2022       | 30. Mai 2023                          | Dries Vos | Matt Baker |

### Staffel 3
| Nr. (ges.) | Nr. (St.) | Deutscher Titel            | Originaltitel           | Erstausstrahlung UK | Deutschsprachige Erstausstrahlung (D) | Regie     | Drehbuch      |
| ---------- | --------- | -------------------------- | ----------------------- | ------------------- | ------------------------------------- | --------- | ------------- |
| 13         | 1         | Thronerbe                  | Heir of the Throne      | 27. März 2024       | 8. Jan. 2025                          | Dries Vos | Stephen Brady |
| 14         | 2         | Makellos                   | The Perfect Picture     | 3. Apr. 2024        | 15. Jan. 2025                         | Dries Vos | Stephen Brady |
| 15         | 3         | Wahrheit und Gerechtigkeit | Truth and Justice       | 10. Apr. 2024       | 22. Jan. 2025                         | Dries Vos | Stephen Brady |
| 16         | 4         | Nur ein kleiner Tropfen    | A Little Drop of Poison | 17. Apr. 2024       | 29. Jan. 2025                         | Dries Vos | Stephen Brady |
| 17         | 5         | Die Konferenz              | The Conference          | 24. Apr. 2024       | 5. Feb. 2025                          | Dries Vos | Stephen Brady |
| 18         | 6         | Bindungsstörungen          | Attachment Issues       | 1. Mai 2024         | 12. Feb. 2025                         | Dries Vos | Stephen Brady |

## DVD-Veröffentlichungen
Vereinigtes Königreich
- Staffel 1 erschien am 23. August 2021

Deutschland/Österreich
- Staffel 1 erschien am 12. November 2021
- Staffel 2 erschien am 16. Juni 2023
- Staffel 3 erschien am 8. November 2024